# Футурама: Велика оборудка Бендера
Futurama: Bender's Big Score (укр. Футурама: Велика «оборудка» Бендера) — перший з чотирьох повнометражний анімаційний фільм, знятий на основі телевізійного серіалу «Футурама». Вийшов тільки на DVD у Сполучених Штатах 27 листопада 2007 року. Фільм відкривається розширеною переробленою версією музичної теми серіалу і сценою представлення головних героїв. Крім основих персонажів серіалу, в фільмі з'являється багато другорядних, зокрема: ніблоніанці, пес Фрая Сеймур, Барбадос Слім, Робот-Санта, космічний Бог, Гедоніст-бот, Ал Ґор (озвучує сам себе), і Куліо в ролі Афробота (англ. Kwanzaa Bot). Також уперше з'являється Ханука-зомбі (раніше згадуваний у серіалі), якого озвучує Марк Хемілл.
«Bender's Big Score» та три інші DVD-фільми перетворено на п'ятий сезон серіалу, який вийшов в ефір на каналі «Comedy Central» у 2008 році (кожен фільм розбито на 4 серії ефірного сезону). В Україні був уперше показанний на QTV 18 квітня 2011 року.

## Сюжет
За два роки до подій фільму чиновники компанії «Box» (прозорий натяк на «Фокс») скасували контракт «Міжпланетного експреса». Тепер, натомість, самих чиновників було звільнено і перемелено на дрібний рожевий порошок, а «Міжпланетний експрес» знов «у повітрі» (гра слів: англійський вираз «on the air» також означає «в ефірі»). Компанія святкує цю подію вечіркою, під час якої Гермесу випадково відрубують голову (до того ж його тіло розчавлює корпус космічного корабля). Поки тіло Гермеса лагодять, його голова перебуває у банці. Чоловік, який виконує всі ці процедури, — Ларс Філлмор — починає залицятися до Ліли, що викликає роздратування і ревнощі Фрая.
Компанія вирушає на чергове завдання з доставки на планету нудистських пляжів. На пляжі Ліла помічає на сідниці Фрая татуювання у вигляді голови Бендера, про яке він не мав гадки. Тим часом до команди наближається трійця інопланетян-шахраїв, які різними хитрощами випитують у друзів їхні адреси електронної пошти.
Повернувшись на Землю, команда отримує сотні спам-повідомлень, в результаті чого професор Фарнсворт підписує угоду про передачу компанії інтернет-шахраям, а Бендер виявляється інфікований вірусом, який змушує його слухатися шахраїв. Нові власники компанії з'ясовують, що татуювання на сідниці Фрая містить у собі двійковий код, здатний створювати «часові сфери», за допомогою яких можна подорожувати в часі. Жуйка намагається зупинити їх, попереджаючи, що використання цього коду може призвести до знищення Всесвіту, але його ніхто не слухає.
Шахраї змушують Бендера, використовуючи код, викрасти всі цінні предмети в історії людства. Тим часом Гермес просить Бендера принести йому з минулого його власне тіло, оскільки ремонт оригінального тіла затягується (за цей час від нього встигла піти дружина). Професор, проаналізувавши код, з'ясовує, що всі дублікати людей і роботів, які приходять з минулого, приречені на знищення (в такий спосіб має розв'язуватися «парадокс визначення наперед»).
Після викрадення Бендером усіх цінностей людства шахраї вирішують знищити часовий код, вбивши Фрая і очистивши пам'ять Бендера. Рятуючись, Фрай використовує код і переноситься у 1 січня 2000 року — день, коли його було заморожено. Бендера посилають за ним, щоби вбити Фрая. Чекаючи на нього, Бендер випиває цілу упаковку пива і відчуває потребу піти в туалет. Щоби не проґавити свою жертву, він створює власний часовий дублікат (перенесшись у часі на кілька хвилин назад). Дублікат хапає Фрая у той момент, коли він з'являється у минулому, і намагається вбити, проте конфлікт задачі з дружніми почуттями до Фрая викликає в нього перенавантаження. Перш ніж робот вибухає, Фрай штовхає його в кріогенну камеру. Оригінальний Бендер у цей час повертається з туалету, проте Фрай встигає піти раніше. Наступні 12 років Бендер розшукує Фрая і нарешті знаходить його і підриває, разом із піцерією «Пануччі».
Коли Бендер, виконавши завдання, повертається у свій час, шахраї стирають його пам'ять разом із вірусом (і 50 терабайтами порнографії). Команда влаштовує Фраєві символічний похорон, під час якого він з'являється власною персоною і пояснює, що створив свій дублікат, який залишився у ХХ столітті, а сам заморозився в іншій кріокамері. Жуйка видаляє з його сідниці часовий код, щоби запобігти його використанню шахраями.
Після кількох побачень Ліла і Ларс вирішують одружитися. Під час весілля на тіло Гермеса падає величезна люстра, і професор нагадує, що всі часові дублікати є приреченими. Схвильований цією подією, Ларс зупиняє весілля.
Зрештою шахраям вдається хитрощами змусити президента Землі Річарда Ніксона продати їм усю планету, внаслідок чого все населення переселяється на інші планети. На Нептуні Ліла за допомогою Ніксона і Робота-Санти збирає бойовий флот під командуванням Заппа Бренніґана. Після невдалої атаки на флот Зірок Смерті із чистого золота, збудований шахраями, Гермес просить підключити його бюрократичний мозок безпосередньо до терміналу керування кораблями, і Зірки Смерті зазнають поразки. Шахраї погрожують землянам «апокаліптичною бомбою», викраденою в професора, проте виявляється, що Бендер викрав її пізніше, після того, як звільнився від вірусу. Команда «Міжпланетного експреса» запускає бомбу в корабель шахраїв і знищує його остаточно.
Розуміючи, що Ліла засмучена через зірване весілля, Фрай намагається знову звести її з Ларсом, призначивши їм побачення у Лабораторії прикладної кріоніки. Під час зустрічі в лабораторію вривається Нудар, ватажок шахраїв, якому вдалося вижити під час вибуху апокаліптичної бомби. Нудар стверджує, що часовий код досі існує — на сідниці Ларса. Ларс відкриває кірогенну камеру, в якій знаходиться Бендер, заморожений за мить до вибуху від перенавантаження. Робот вибухає, внаслідок чого Ларс і Нудар гинуть. Всі бачать татуювання на сідниці Ларса. У сцені-спогаді пояснюється, що Ларс насправді був дублікатом Фрая, що вижив під час вибуху піцерії «Пануччі», внаслідок якого в нього змінилася зовнішність і голос. Зрозумівши, що він і є Ларсом у майбутньому, дублікат заморозив себе у кріокамері, де знаходилася Мішель, щоби повернутися в майбутнє і бути з Лілою.
Під час похорону Ларса Бендер відриває у нього шмат шкіри з татуюванням і переноситься в минуле, щоби приліпити його на сідницю замороженого Фрая. Повернувшись, він приводить із собою всіх своїх дублікатів, яких шахраї посилали в минуле на крадіжки. Роботи-дублікати починають вибухати, внаслідок чого утворюється розрив у матерії Всесвіту. Реплікою Бендера: «Нам гаплик!» (англ. «We're boned!») завершується фільм.

## Виконавці та дійові особи
- Біллі Вест — Філіп Дж. Фрай, доктор Джон Зойдберґ, професор Фарнсворт, Запп Бренніґан, Ларс Філлмор та ін.
- Кеті Сейґал — Туранґа Ліла
- Джон ДіМаджіо — Бендер Згинач Родріґез, Робот-Санта, містер Пануччі, Барбадос Слім, Ельзар та ін.
- Філ Ламарр — Гермес Конрад, Ітан «Гумка» Тейт, інші
- Лорен Том — Емі Вонг та ін.
- Моріс ЛаМарш — Кіф Кумкало та ін.
- Френк Велкер — Жуйка та ін.
- Ал Ґор в ролі самого себе
- Coolio — Афробот
- Донн Льюїс — ЛаБарбара Конрад
- Марк Гемілл — Ханука-зомбі
- Сара Сілверманн — Мішель
- Девід Герман — Нудар, Сліпень та ін.
- Тресс Макнілл — Лінда та ін.
- Том Кенні — Єнсі Фрай

## Виробництво
У лютому 2007 року Мет Ґрейнінґ, один із творців «Футурами», повідомив, що команда сценаристів почала писати сценарії продовження серіалу, у вигляді кількох повнометражних фільмів, які згодом можуть бути розділені на серії стандартної тривалості. Також було повідомлено, що після поділу на частини і певних модифікацій, готові серії будуть показані на каналі «Comedy Central», починаючи з 2008 року. Всього заплановано створити чотири фільми і, відповідно, шістнадцять серій, які складуть п'ятий сезон серіалу.
Офіційний трейлер фільму було випущено 10 жовтня 2007 року.
«Futurama: Bender's Big Score» є першим із виданих компанією «20th Century Fox» DVD, виробництво якого слідувало принципові «вуглецевої нейтральності». На диску також представлений короткий мультфільм «Страшні новини від Ала Ґора» (який рекламує фільм Ґора «Неприємна правда»), дискусія про використання математики у «Футурамі», аудіо-коментар до фільму і цілу серію «Всі люблять Гіпножабу».

## Цікаві факти
В музеї голів на задньому плані в одному з епізодів можна побачити голову Еріка Картмана.

### Ляпи та незбіг з минулими серіями
- Перше та головне: невідповідність відношень Ліли та Фрая 72-го епізоду The Devil's Hands Are Idle Playthings, особливо фіналу цієї серії. Якщо це не буде пояснено у майбутньому, то можна вважати що дійство цієї серії проігнороване в Великій «оборудці» Бендера.
- В епізодах Insane in the Mainframe, Futurestock, Time Keeps on Slippin' є можливість бачити Фрая ззаду в повністю або частково голому вигляді. Ніякого татуювання у нього немає.
- В епізоді The Luck of the Fryrish показано що перед весіллям Янсі Фрая та в день коли у нього народився син, Філліпа Фрая не було поряд. Мало припустимо, що він міг пропустити такі події.
- В епізоді Space Pilot 3000 Ліла падає у відчинену кріокамеру, де раніше був Фрай. Але у Великої «оборудці» Бендера показано що ще один Фрай в ції камері закрив двері та виставив таймер на кінець 3007 року.

## Порошок Торґо
«Порошок Торґо» — один із часто повторюваних наскрізних жартів фільму, який слугує для іронічної «помсти», адресованої керівництву телекомпанії «Фокс» за недобре ставлення до «Футурами», що зрештою закінчилося її закриттям у 2003 році. Цей продукт складається з мелених решток чиновників вигаданої компанії «Box Network» і презентується як напрочуд багатофункціональний засіб (харчова приправа, засіб особистої гігієни, харчі для голів у банках, артилерійські боєприпаси, засіб, здатний зупинити вибух бомби тощо).

## Визнання
- Сайт «UGO Networks» поставив фільмові найвищу оцінку «A», особливо відзначивши два музичні номери. На думку рецензентів сайту, якість шоу не змінилася, порівняно до оригінального серіалу.
- Ден Айверсон, рецензент сайту «IGN.com», поставив фільмові оцінку «8 з 10», відзначивши, що «Bender's Big Score» можна однаково порекомендувати й давнім фанам серіалу, і новачкам. DVD в цілому отримав оцінку «7 з 10».